# Perlan Project
Perlan Project – projekt budowy szybowców przeznaczonych do lotów w stratosferze i badań atmosferycznych, na wysokości rzędu 30 km.

## Historia

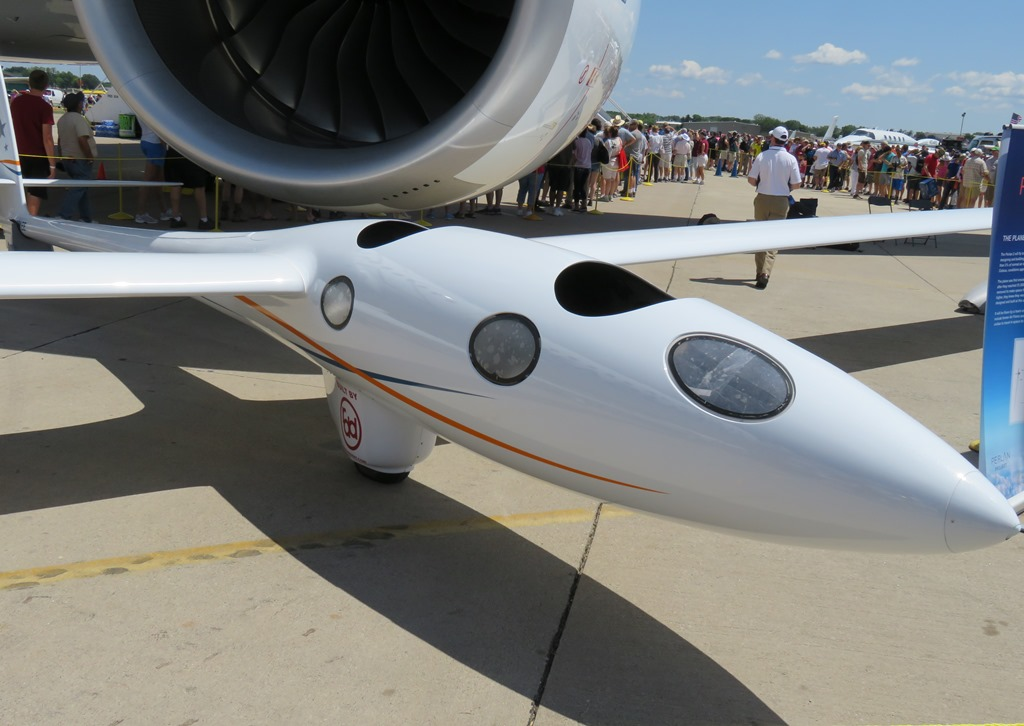
Szybowiec Perlan 2

Projekt Perlan został założony w 1992 roku przez Einara Enevoldsona i jest firmą badawczą o charakterze non-profit. Enevoldson, były pilot United States Air Force i pilot doświadczalny należącego do NASA Centrum Badania Lotu imienia Neila A. Armstronga, zaobserwował występowanie w pobliżu ziemskich biegunów dużych fal górskich wznoszących się aż do stratosfery. Prowadzone badania, do których wkrótce dołączyła dr Elizabeth Austin, pozwoliły wyjaśnić, iż wir polarny występuje jedynie w czasie nocy polarnej i jest odpowiedzialny za wyjątkowo silny wiatr w stratosferze, generujący zaobserwowane przez Enevoldsona fale górskie. Celem projektu Perlan z jednej strony jest badanie samego zjawiska, z drugiej, wykorzystanie go do wyniesienia szybowca na granice kosmosu. W 1999 roku do projektu dołączył Steve Fossett, którego zasoby finansowe pchnęły prace do przodu. 29 sierpnia 2006 roku szybowiec Perlan I, za którego sterami siedzieli Einar Enevoldson oraz Steve Fossett, osiągnął pułap 15 460 m. Sukces misji zapewnił dalsze finansowanie projektu i budowę nowego szybowca, tym razem z kabiną ciśnieniową, mogącego wznieść się na wyższy pułap. Śmierć Fossetta 3 września 2007 roku pokrzyżowała te plany. W 2010 roku do współfinansowania projektu dołączył Dennis Tito, a od sierpnia 2014 roku głównym sponsorem i partnerem badawczym została firma Airbus. Dostęp do zasobów finansowych europejskiego potentata branży lotniczej pozwolił na rozpoczęcie prac nad szybowcem Perlan 2. Zaprojektował go Greg Cole z firmy Windward Performance, a wybudowała firma RDD Enterprises. Szybowiec o rozpiętości skrzydeł 25,55 m i bardzo dużym wydłużeniu płata, długości 10,16 m, z hermetyzowaną kabiną ciśnieniową, został oblatany 23 czerwca 2015 roku w Stanach Zjednoczonych. 3 września 2017 roku, w rejonie argentyńskiego El Calafate, szybowiec Perlan 2, za którego sterami siedzieli Jim Payne i Morgan Sandercock, wzniósł się na rekordową wysokość 15 860 m. 2 września 2018 roku Perlan 2 z załogą Jim Payne i Tim Gardner wzbił się na wysokość 23 203 m.